# Бранко Іванкович
Бранко Іванкович (хорв. Branko Ivanković, нар. 28 лютого 1954, Чаковець) — югославський футболіст. По завершенні ігрової кар'єри — футбольний тренер.

## Ігрова кар'єра
У дорослому футболі дебютував 1979 року виступами за команду клубу «Вартекс», кольори якої і захищав протягом усієї своєї кар'єри гравця, що тривала дванадцять років. Більшість часу, проведеного у складі «Вартекса», був основним гравцем команди.

## Кар'єра тренера

### Початок роботи
Після завершення ігрової кар'єри Бранко продовжив працювати в «Вартексі», спочатку на посаді секретаря, а потім і як тренер. Іванкович очолював вараждинський клуб з 1991 по 1995 рік.
Далі він пропрацював один сезон головним тренером «Сегести», а потім очолив «Рієку» у сезоні 1996/97.
З 1997 року Іванкович був асистентом Мирослава Блажевича, головного тренера збірної Хорватії на чемпіонаті світу 1998 року, коли хорвати сенсаційно взяли бронзу світової першості, що проходила у Франції.
У сезоні 1999/2000 Іванкович тренував німецький клуб «Ганновер 96», що в той час виступав у Другій Бундеслізі. Потім він ненадовго повернувся в збірну Хорватії, працюючи помічником Мірко Йозича у відбірковому турнірі до чемпіонату світу 2002 року, перш ніж знову повернутись до роботи асистентом Мирослава Блажевича, що тренував збірну Ірану. А після його уходу Іванкович став головним тренером іранців.

### Збірна Ірану
Під керівництвом Іванковича олімпійська збірна Ірану виграла футбольний турнір на Азіатських іграх 2002 року, що проходили у корейському Пусані. Він продовжував очолювати національну збірну Ірану до кінця 2002 року, коли був замінений на Хомаюна Шахрохі. До цього часу Іванкович отримав популярність в Ірані і місцева громадськість вимагала продовження з ним контракту, але Федерація футболу Ірану неохоче вела з Іванковичем переговори. Нарешті, 3 жовтня 2003 року він повернувся на посаду головного тренера збірної Ірану. Разом з нею Іванкович виграв бронзу Кубка Азії 2004 року. На цьому турнірі його підопічні поступилися лише китайцям, господарям турніру, і то з пенальті та в дуже спірному по суддівським рішенням матчі. Іванкович також зумів вивести збірну Ірану на Чемпіонат світу з футболу 2006 року, що стало для неї всього третьою появою на світовій першості (після турнірів 1978 і 1998 років). Незважаючи на всі ці успіхи іранське керівництво бажало замінити Іванковича на місцевого тренера. Так, Міністерство з фізичної культури Ірану намагалося змінити наставника національної збірної перед чемпіонатом світу 2006 року, але зустріло опір з боку Федерації футболу Ірану і збірну на світову першість повіз Іванкович.
На світовій першості збірна Ірану програла перші 2 гри мексиканцям і португальцям з однаковим рахунком 0:2, втративши перед останнім туром навіть теоретичні шанси на вихід з групи. У своїй заключній грі на світовій першості іранці розійшлися миром із збірною Анголи (1:1) і посіли останнє місце в своїй групі. Після чемпіонату світу Іванкович був звільнений з посади головного тренера збірної Ірану..

### «Динамо»
6 листопада 2006 року Іванкович змінив Йосипа Куже на посаді головного тренера загребського «Динамо». Під його керівництвом клуб зробив золотий дубль у 2007 році, не програвши в обох турнірах жодного матчу. 14 січня 2008 року Іванкович подав у відставку, багато в чому через розбіжності з виконавчим віцепрезидент клубу Здравко Мамичем. Іванкович повернувся на посаду тренера «Динамо» 21 травня 2008 року, відразу ж після того, як команда, підготовку якої здійснював Звонимир Сольдо, зробила свій черговий золотий дубль. У липні 2009 голи Іванкович отримав пропозицію очолити іранський клуб «Персеполіс», але відхилив його.

### Робота в Азії
17 грудня 2009 року Іванкович став головним тренером китайського клубу «Шаньдун Лунен». У першому ж сезоні він привів цю команду до титулу чемпіона Китаю та кваліфікації в Лігу чемпіонів АФК 2011. Але в головному клубному турнірі Азії «Шаньдун Лунен» під його керівництвом не зміг подолати груповий етап. Іванкович був звільнений 10 травня 2011 року за 7 днів до вирішального матчу з японською командою «Сересо Осака», що закінчився розгромом китайців (0:4).
22 липня 2011 року Іванкович підписав річний контракт з саудівським клубом «Аль-Іттіфак», який грав у Лізі чемпіонів АФК 2012. Він був звільнений 1 травня 2012 року, після того, як «Аль-Іттіфак» фінішував 4-м у чемпіонаті Саудівської Аравії 2011/12.
У травні 2012 року Іванкович підписав дворічний контракт з еміратським клубом «Аль-Вахда» (Абу-Дабі), але він був розірваний 28 квітня 2013 року після поразки (3:4) від «Аджмана». До цього часу «Аль-Вахда» займала 7-ме місце, показавши гарні результати на старті сезону 2012/13.

### Повернення до «Динамо»
2 вересня 2013 року Іванкович повернувся в загребське «Динамо», але був звільнений 21 жовтня після всього 5 ігор як наставника.

### «Персеполіс»
5 квітня 2015 року Іванкович був призначений головним тренером «Персеполіса», підписавши 1,5-річний контракт з цим іранським клубом. Після хороших виступів з клубом, який закінчив сезон на другому місці, Іванкович продовжив контракт з «Персеполісом» у квітні 2016 року до завершення сезону 2017/18. Згодом контракт було знову подовжено і тренер працював з іранською командою до червня 2019 року.

### «Аль-Аглі» (Джидда)
18 червня 2019 року був представлений як новий очільник саудівського «Аль-Аглі» (Джидда). Працював із цією командою менше трьох місяців, вже 16 вересня того ж року був звільнений через невдалий старт сезону.

### Збірна Оману
19 січня 2020 року змінив нідерландського спеціаліста Ервіна Кумана на посаді головного тренера національної збірної Оману.

### Статистика
Станом на 28 липня 2020
| Країна            | Клуб            | З             | По            | Статистика ігор | Статистика ігор | Статистика ігор | Статистика ігор | Статистика ігор              | Статистика ігор | Статистика ігор | Статистика ігор |
| Країна            | Клуб            | З             | По            | І               | В               | Н               | П               | %В                           | ЗГ              | ПГ              | +/-             |
| ----------------- | --------------- | ------------- | ------------- | --------------- | --------------- | --------------- | --------------- | ---------------------------- | --------------- | --------------- | --------------- |
| Хорватія          | «Вартекс»       | липень 1991   | червень 1995  | 116             | 44              | 34              | 38              | 37.93 %                      | 153             | 130             | +23             |
| Хорватія          | Рієка           | 1996          | 1997          | 30              | 13              | 7               | 10              | 43.33 %                      | 44              | 32              | +23             |
| Німеччина         | Ганновер 96     | липень 1999   | лютий 2000    | 34              | 12              | 8               | 14              | 35.24 %                      | 56              | 56              | 0               |
| Іран              | Іран            | лютий 2002    | вересень 2002 | 14              | 4               | 8               | 2               | 28.50 %                      | 16              | 12              | +4              |
| Іран              | Іран (олімп.)   | вересень 2002 | жовтень 2002  | 6               | 4               | 2               | 0               | 66.60 %                      | 16              | 2               | +14             |
| Іран              | Іран            | жовтень 2003  | липень 2006   | 42              | 28              | 7               | 7               | 66.60 %                      | 101             | 40              | +61             |
| Хорватія          | Динамо (Загреб) | листопад 2006 | січень 2008   | 33              | 30              | 2               | 1               | 90.90 %                      | 84              | 22              | +62             |
| КНР               | Шаньдун Лунен   | квітень 2010  | липень 2011   | 36              | 21              | 10              | 5               | 58.30 %                      | 67              | 42              | +25             |
| Саудівська Аравія | «Аль-Іттіфак»   | липень 2011   | квітень 2012  | 42              | 18              | 12              | 12              | 42.85 %                      | 68              | 52              | +16             |
| ОАЕ               | «Аль-Вахда»     | липень 2012   | квітень 2013  | 34              | 18              | 3               | 13              | 52.94 %                      | 63              | 49              | +14             |
| Хорватія          | Динамо (Загреб) | вересень 2013 | жовтень 2013  | 5               | 2               | 1               | 2               | 40.00 %                      | 3               | 7               | -4              |
| Іран              | Персеполіс      | квітень 2015  | June 2019     | 175             | 98              | 49              | 28              | 56,00 \|\|249\|\|126\|\|+123 |                 |                 |                 |
| Саудівська Аравія | «Аль-Аглі»      | червень 2019  | вересень 2019 | 5               | 2               | 1               | 2               | 40,00 \|\|7\|\|8\|\|–1       |                 |                 |                 |
| Оман              | Оман            | січень 2020   | досі          | 0               | 0               | 0               | 0               | — \|\|0\|\|0\|\|0            |                 |                 |                 |
| Разом             | Разом           | Разом         | 643           | 343             | 150             | 150             | 53.34           | 1,059                        | 670             | +389            |                 |

## Досягнення

### Як помічник головного тренера
Збірна Хорватії
- Бронзовий призер чемпіонату світу (1): 1998

Збірна Ірану
- Бронзовий призер Чемпіонату Федерації футболу Західної Азії (1): 2002

### Як головний тренер
Олімпійська збірна Ірану
- Переможець Азійських ігор (1): 2002

Збірна Ірану
- Бронзовий призер Кубку Азії (1): 2004
- Чемпіон Федерації футболу Західної Азії (1): 2004
- Володар Кубка виклику АФК/ОФК (1): 2003

Динамо (Загреб)
- Чемпіон Хорватії (1): 2006/07
- Володар Кубку Хорватії (1): 2006/07
- Володар Суперкубка Хорватії (1): 2006

Шаньдун Лунен
- Чемпіон Китаю (1): 2010

Аль-Іттіфак
- Фіналіст Кубка наслідного принца Саудівської Аравії (1): 2011/12

Персеполіс
- Чемпіон Ірану (3): 2016/17, 2017/18, 2018/19
- Володар Кубка Ірану (1): 2018/19
- Володар Суперкубка Ірану (3): 2017, 2018, 2019

### Індивідуальні
- Хорватський тренер року (2): 2007, 2008
- Тренер року Китайської футбольної асоціації (1): 2010
- Найкращий менеджер сезону Navad (1): 2015/16
- Найкращий менеджер сезону в Ірані: 2015/16